# 藤原義雅
藤原 義雅（ふじわら の よしまさ、生没年不詳）は、平安時代中期の貴族。藤原南家、春宮少進・藤原貞雅の子。官位は従五位下・周防守。

## 経歴
円融朝にて右近衛将監・冷泉院判官代を務める。天元4年（981年）12月末に周防守に任ぜられるが、そのため天元5年（982年）2月になって、この年をもって初年度として取り扱うよう申請を行っている。のち、時期は不詳ながら、因幡守も務めている。
約20年後となる一条朝でも周防守に再任される。任期満了後の長保4年（1002年）何らかの問題によって義雅に対する不与解由状が提出されるが、その不与解由状に添えられた文書における周防介・日置有光の自署の誤記が参議・藤原行成によって指摘されている。

## 官歴
- 時期不詳：右近衛将監。冷泉院判官代[4]
- 天元4年（981年）12月27日：周防守[1]
- 時期不詳：因幡守[4]
- 長保4年（1002年）2月19日：周防前司[3]